# Joseph Ahrens
Joseph Johannes Clemens Ahrens (Sommersell (Renania del Nord-Westfalia), 17 d'abril, 1904 - Berlín, 21 de desembre, 1997), va ser un compositor i organista alemany.

## Biografia
Ahrens, era fill d'un organista i va viure a Berlín des dels seus dies d'estudiant. Després de començar els seus estudis a Münster, va estudiar a Berlín amb Alfred Sittard i Max Seiffert. Des de 1928 ensenya com a professor a l'Acadèmia de Berlín per a la Música Escolar i d'Església. De 1929 a 1933 va ser organista a St. Marien (Berlín-Wilmersdorf). De 1931 a 1940 va ser organista de la Filharmònica de Berlín. Des de 1934 va treballar com a organista de la catedral a la catedral de Santa Eduví (Berlín) i de 1945 a 1957 com a organista a l'església del Salvador (Berlin-Schmargendorf). De 1945 a 1969 va ser professor de música d'església a la Universitat de Música de Berlín, de la qual va ser director adjunt de 1954 a 1958. El 1963 es va convertir en membre de l'Acadèmia de les Arts de Berlín.
Ahrens és considerat un dels exponents més importants de la renovada música de l'església catòlica.
Una de les seves obres principals és el cicle coral "L'Any Sant", que conté diversos arranjaments de cantus firmus. L'estil d'escriptura lineal d'Ahrens es caracteritza per temes distintius, tonalitat ampliada i orientació cap a la litúrgia i el culte. Des de 1959 va utilitzar constantment la dodecafonia.
Estava casat amb Gisela, de soltera Schroeder. D'aquest matrimoni van tenir dos fills, entre ells la organista i també compositora, Sieglinde Ahrens.
La seva tomba es troba al cementiri forestal de Zehlendorf.

## Premis
- Premi d'Art de Berlín (1948)
- Premi d'Art de Berlín (1955)

## Obres per a orgue
- Kleine Weihnachtspartita „Zu Bethlehem geboren“ (1929)
- Canzone in F (1930)
- Präludium, Arie und Toccata a-Moll (1931)
- Toccata eroica (1932)
- Passamezzo und Fuge g-Moll (1933)
- Ricercare in a (1934)
- Pange lingua, Hymnus (1935)
- Partita „Christus ist erstanden“ (1935)
- Fünf kleine Stücke (1936): Intrada - Intermezzo - Invention - Interludium
- Regina coeli (1937)
- Dorische Toccata (1938)
- Fantasie, Grave marcia funebre und Toccata c-Moll (1939)
- Kleine Musik in a-Moll (1940)
- Konzert e-Moll (1941)
- Jesu, meine Freude, Partita (1942)
- Praeludium und Fuge f-Moll (1942)
- Toccata und Fuge e-Moll (1942)
- Concertino G-Dur (1943)
- Fantasie h-moll (1943)

| - Canzone in cis (1943) - Orgelmesse (1945) - Verleih uns Frieden gnädiglich, Partita (1947) - Hymnus „Veni, Creator Spiritus“ (1947) - Lobe den Herren, Partita (1947) - Triptychon B-A-C-H (1949) - Das Heilige Jahr: Choralwerk für Orgel (1948/50) - Concertino für Positiv (1950) - Cantiones Gregorianae pro organo I-III (1957) - Trilogia sacra I: Domus Dei. Sieben Kontemplationen für Orgel (1959) - Trilogia sacra II: Civitas Dei. Sieben Visionen nach der Apokalypse (1960) - Verwandlungen I (1963), II (1964) und III (1965) - Fantasie und Ricercare über ein Thema von J. Cabanilles (1965) - Fünf Leisen (1969): Gelobet seist du Jesu Christ - Christ ist erstanden - In Gottes Namen fahren wir - Nun bitten wir den Heiligen Geist - Gott sei gelobet und gebenedeiet - Trilogia contrapunctica (1972,1975,1976) - Canticum Organi I-III (1972,1975,1976) - Trilogia dodekaphonica (1978) - Passacaglia dodekaphonica (1980) |